# Никифор Діоген
Никифор Діоген (*Νικηφόρος Διογένης, 1070 — після 1096) — співімператор Візантійської імперії у 1070—1071 роках.

## Життєпис
Походив з династії Діогенів. Молодший син імператора Романа IV. Його матір'ю була Євдокія Макремболітісса. Був порфірогенетом, тобто народженим під час панування його батька. Народився 1070 року. У 1070 році разом зі своїм братом Костянтином стає співімператором. Замолоду відзначався небувалою фізичною силою (мав зрост до 2 м) та вродою.
У 1071 році після поразки Романа IV у битві при Манцикерті від сельджуків ймовірно планувався шлюб Никфора з донькою султана Алп-Арслана, яка повинна була прийняти християнство. Проте за наказом імператора Михайла VII Никифор Діоген втратив титул молодшого імператора. Перебував фактично під арештом під час панування імператорів Михайла VII та Никифора III в Кіперудському монастирі на Босфорі.
У 1081 році після сходження на трон Олексія Комніна отримав усі родинні маєтності та статус аристократа. Того ж року брав участь у битві при Діррахіумі, де підтримав думку щодо атаки норманів. В результаті цього візантійці зазнали ніщивної поразки. У 1087 році брав участь у поході проти печенігів, що завершився поразкою візантійського війська у битві при Дристрі. В цій битві був одним з очільників охорони імператора. Близько 1089 році Никифора Діогена призначено дукою Криту.
У 1094 році влаштував змову проти імператора Олексія I з метою самому стати імператором. Никифора Діогена підтримали численні державці та військовики, зокрема Михайло Татікій, зять імператора, Адріан Комнін. Діоген двічі особисто планував вбити Олексія I, але марно. Останній наказав Адріану Комніну розслідувати діяльність Никифора Діогена. Але той як таємний змовник доповів, що Діоген поза підозрою. Втім, імператор наказав схопити Никифора Діогена та піддати тортурам. Той зізнався у змові. Діогена було засліплено та відправлено у заслання до власних маєтків.
Близько 1096 року отримав прощення, його повернуто до Константинополя. Проте Никифор діоген відмовився від будь-яких посад, повернувся до рідного маєтку, де присвятив решту життя літературній діяльності, ставши знаним теоретиком прози. Дата смерті невідома.